# Heino Kuhn
Heino Kuhn (1º aprile 1984) è un crickettista sudafricano.
Ha giocato nella squadra nazionale e per i Titans e Northens nel campionato locale di cricket e a marzo 2018 ha firmato un contratto Kolpak con il Kent Country Cricket Club per giocare nel cricket inglese.

## Carriera locale
Battitore-ricevitore, fu il secondo miglior marcatore della serie SuperSport 2006-2007 con 776 runs a 48.50. Questo conteggio includeva un inning di 216 contro i Dolphins a Pietermaritzburg. Nella serie Sunfoil 2015-2016 è diventato il sesto giocatore sudafricano a segnare 1000 punti in una sola stagione di prima classe.
Nel luglio 2016 , il Cricket South Africa lo ha nominato il giocatore di cricket di prima classe della stagione e il giocatore della stagione dei giocatori locali.
Nell’agosto 2017, è stato chiamato nella squadra di Nelson Mandela Bay Stars per la prima stagione della T20 Global League.
Tuttavia, nell’ottobre 2017 Cricket South Africa ha inizialmente posticipato il torneo fino al novembre 2018, con la sua cancellazione poco dopo. Nel marzo 2018, Kuhn ha firmato  un contratto Kolpak con Kent Country Cricket Club  per giocare cricket inglese nella contea, inizialmente soggetto al rilascio di un visto.
Nel giugno 2018, è stato chiamato nella squadra per i Titans per la stagione 2018-2019
Nel settembre 2018 è stato chiamato nella  squadra dei Titans per il trofeo Abu Dhabi T20 del 2018.
Nell’ottobre 2018 è stato chiamato nella squadra dei Nelson Mandela Bay Giants per la prima edizione del torneo Mzansi Super League T20.
A settembre 2019 è stato chiamato nella squadra Nelson Mandela Bay Giants  per il torneo Mzansi Super League 2019.

## Carriera internazionale
Ha fatto il suo debutto internazionale in un Twenty20 International contro l’Inghilterra nella sua terra natale di Supersport park, Pretoria, il 15 novembre 2009.
Nel giugno 2017, è stato chiamato nella squadra test del Sud Africa per le loro serie contro l’Inghilterra. Ha fatto il suo debutto di Test cricket per il Sud Africa contro l’Inghilterra il 6 luglio 2017.